# Pennock (Minnesota)
Pennock – miasto w Stanach Zjednoczonych, w stanie Minnesota, w hrabstwie Kandiyohi.